# Osservatorio di Parigi

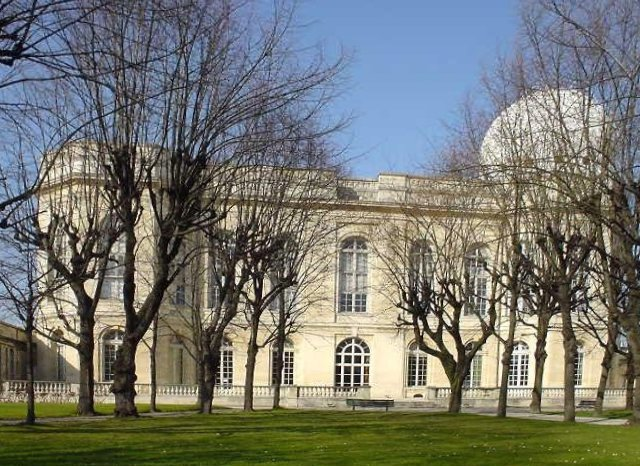
L'osservatorio di Parigi

L'osservatorio di Parigi (in francese Observatoire de Paris) è uno dei più importanti osservatori astronomici della Francia, e uno dei più grandi centri astronomici del mondo. 
Amministrativamente è sotto il controllo del Ministero dell'educazione nazionale, e il suo statuto è simile a quello di un'università pubblica. Oltre ad effettuare ricerca in campo astronomico ed astrofisico, offre anche corsi universitari, di dottorato ed è aperto al pubblico. È  attualmente articolato su tre sedi: l'osservatorio di Parigi vero e proprio (61, avenue de l'Observatoire), l'osservatorio di Meudon e il radiotelescopio di Nançay.

## Storia

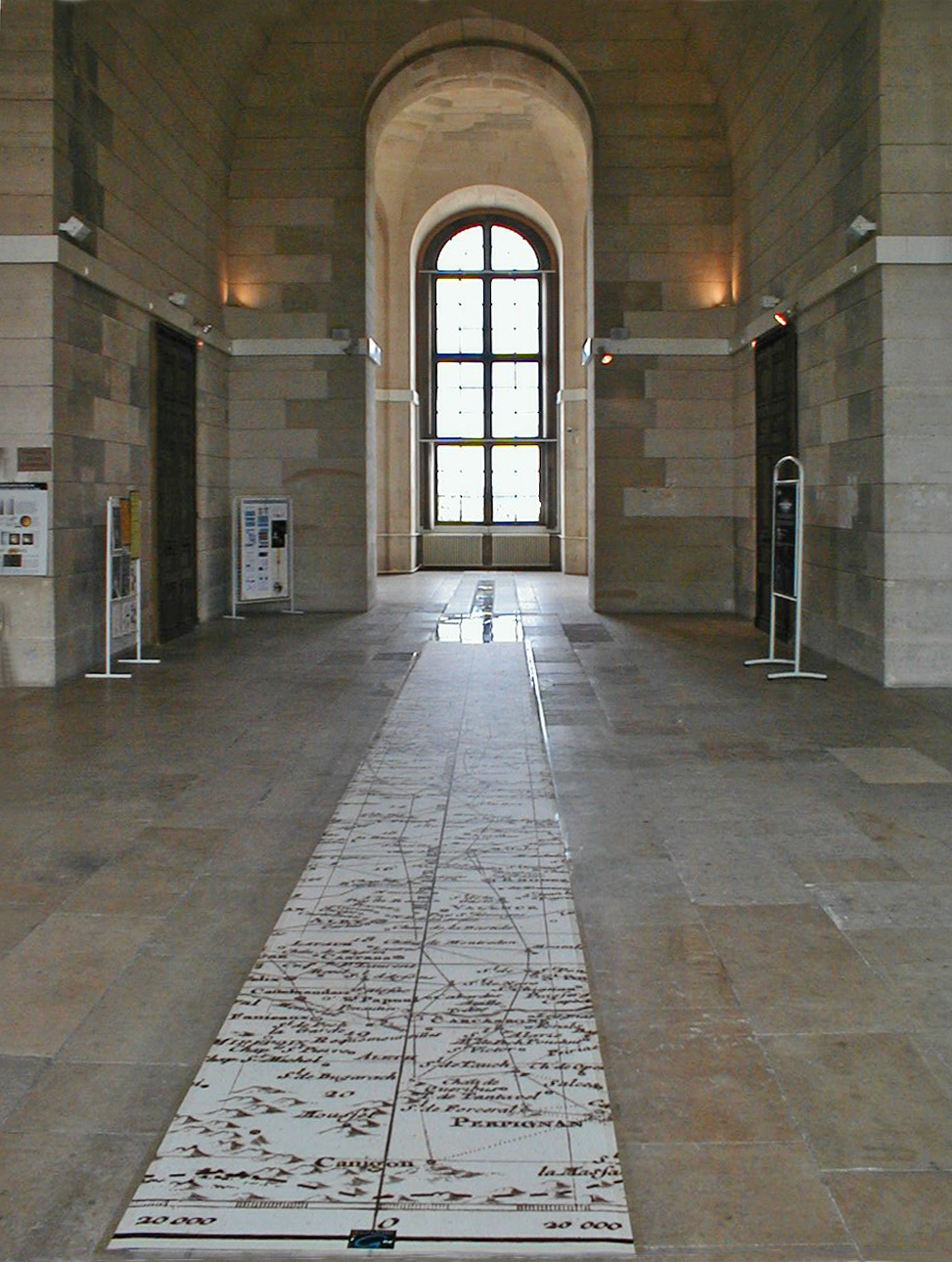
La Sala del meridiano (o Sala Cassini). Sul pavimento è tracciato il meridiano di Parigi.

La sua fondazione è dovuta all'ambizione di Jean-Baptiste Colbert di estendere il potere marittimo e i traffici internazionali della Francia nel XVII secolo. Luigi XIV diede inizio alla sua costruzione nel 1667, e fu completato nel 1671. L'architetto fu probabilmente Claude Perrault, il cui fratello, Charles, era segretario di Colbert e sovrintendente ai lavori pubblici. Gli strumenti ottici furono costruiti da Giuseppe Campani. L'edificio fu ampliato nel 1730, 1810, 1834, 1850 e 1951. Nell'ultima ristrutturazione è stata costruita la  sala del Meridiano, progettata da Jean Prouvé, sul pavimento della quale è stato tracciato il meridiano di Parigi.
Il primo almanacco nazionale del mondo, il Connaisance des temps, fu pubblicato dall'osservatorio nel 1679, utilizzando le eclissi dei satelliti di Giove per stabilire la longitudine.
Fra il 1740 ed il 1793, sotto la direzione di César-François Cassini e suo figlio Jean-Dominique Cassini, l'Osservatorio di Parigi effettuò la rilevazione sistematica dell'intero territorio francese mediante triangolazione geodetica. Era la prima volta nella storia che questo tipo di operazione veniva svolta "a tappeto", coprendo la superficie di un'intera nazione. Sulla base di tali rilevamenti fu pubblicata la Carte géométrique de la France, spesso chiamata "carta di Cassini", che viene perciò considerata la prima carta topografica moderna.
Nel 1887 il direttore dell'osservatorio di Parigi Amédée Mouchez si rese conto delle possibilità offerte dalle nuove tecniche fotografiche, che rivoluzionavano il processo di realizzazione delle carte celesti. Così ideò il progetto della Carte du Ciel, che avrebbe occupato 22 000 lastre fotografiche dell'intero cielo, ognuna di dimensioni 2°×2°, e stilò una lista di osservatori nel mondo, ad ognuno dei quali assegnò una sezione separata del cielo su cui lavorare.

### Direttori
- Giovanni Cassini (1671-1712)
- Jacques Cassini (1712-1756)
- César-François Cassini de Thury (1756-1784)
- Dominique, conte di Cassini (1784-1793)
- Joseph Jérôme Lefrançais de Lalande (1795-1800)
- Pierre Méchain (1800-1804)
- Jean Baptiste Joseph Delambre (1804-1822)
- Alexis Bouvard (1822-1843)
- François Arago (1843-1853)
- Urbain Le Verrier (1854-1870)
- Charles-Eugène Delaunay (1870-1873)
- Urbain Le Verrier (1873-1877)
- Amédée Mouchez (1878-1892)
- Félix Tisserand (1892-1896)
- Maurice Loewy (1896-1907)
- Benjamin Baillaud (1908-1926)
- Henri-Alexandre Deslandres (1926-1929)
- Ernest Esclangon (1929-1944)
- André Danjon (1945-1963)
- Daniel Egret (2002-2011)
- Claude Catala (2011-)